# Na ostrově
Přírodní památka Na ostrově byla vyhlášena v roce 1972 a nachází se u obce Tehov. Důvodem ochrany je bohatá lokalita jalovce obecného (Juniperus communis).
Místo původně sloužilo jako obecní pastvina pro koze a ovce. Po roce 1950 postupně zarůstalo dřevinami, ochránci přírody z Vlašimi o svah začali pečovat a od roku 2006 obnovili pastvu smíšeným stádem ovcí a koz.
V horní části jižního svahu se nacházejí společenstva suchých trávníků, ve spodní suchá vřesoviště. Na jalovcích byly nalezeny vzácné houby, např. Chloroscypha sabinae (jediné naleziště v Čechách) nebo Aleurodiscus norvegicus (nalezeno jinak jen v Norsku a Dánsku), a také vzácné druhy hmyzu vázané na jalovec.